# Rodemack
Rodemack (en allemand Rodemachern) est une commune française située dans le département de la Moselle, en Lorraine, dans la région Grand Est. Le village adhère à l'association Les Plus Beaux Villages de France.

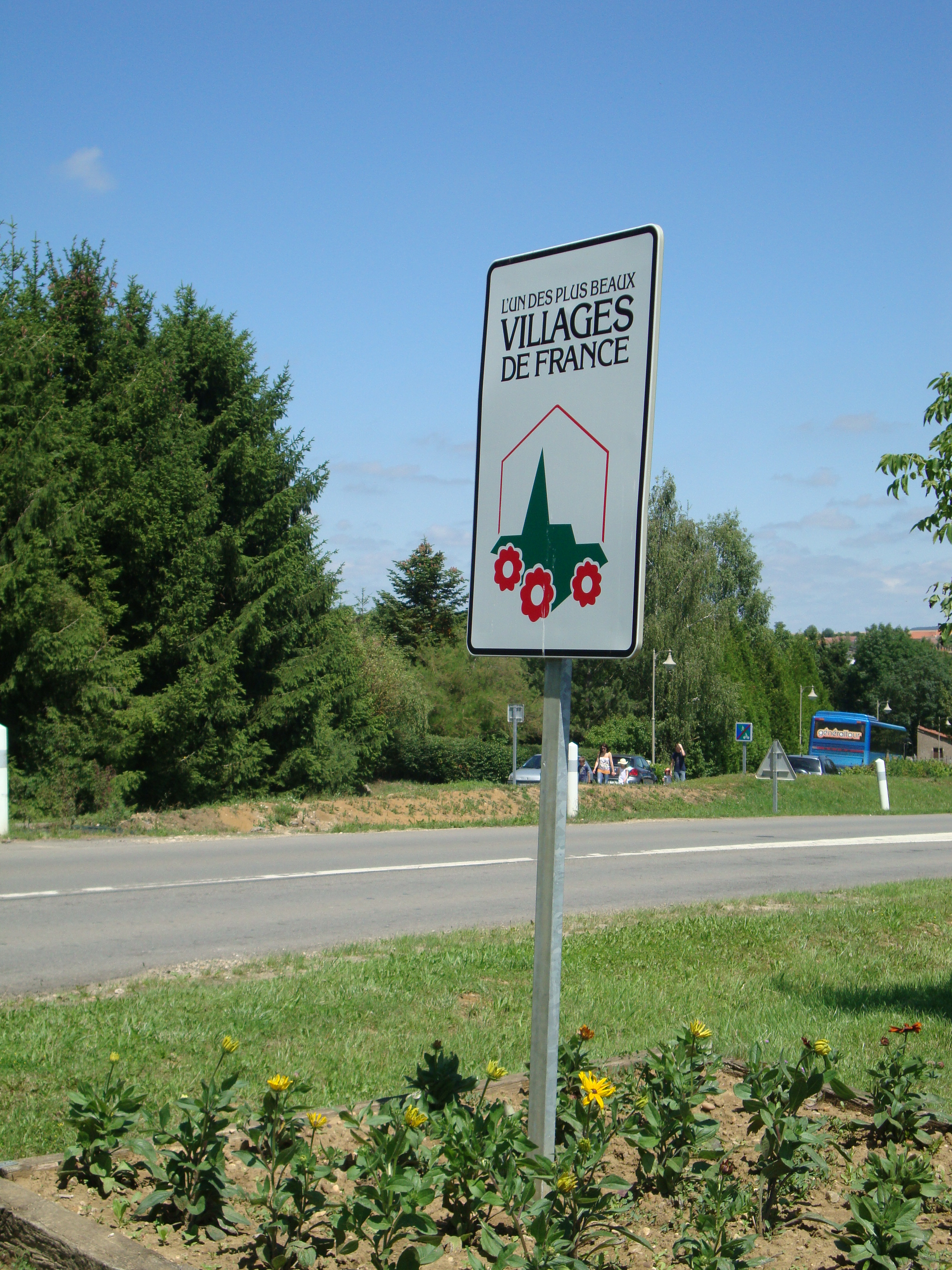
Rodemack adhère à l'association Les Plus Beaux Villages de France.

Blason: Fascé d'or et d'azur de six pièces

## Géographie
La commune est composée de Rodemack, Esing, Faulbach et Semming.

### Communes limitrophes
| Basse-Rentgen        |          | Puttelange-lès-Thionville |
|                      | Rodemack | Beyren-lès-Sierck         |
| Breistroff-la-Grande | Cattenom | Fixem                     |

### Hydrographie
La commune est située dans le bassin versant du Rhin au sein du bassin Rhin-Meuse. Elle est drainée par le ruisseau de Boler, le ruisseau de Faulbach et le ruisseau de Weihergraben.
Le Boler, d'une longueur totale de 22,5 km, prend sa source dans la commune de Zoufftgen et se jette  dans la Moselle à Gavisse, après avoir traversé huit communes.

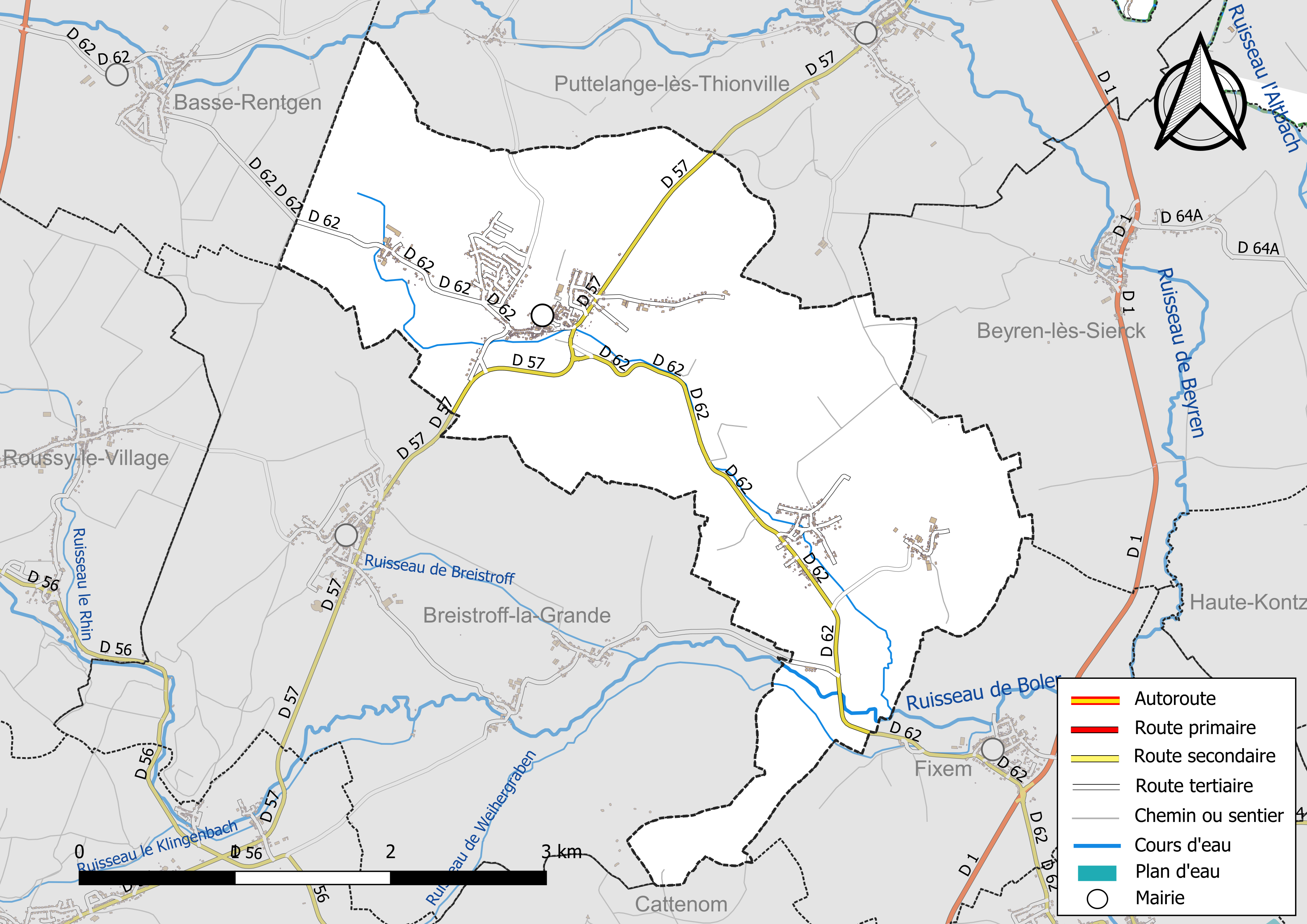
Réseaux hydrographique et routier de Rodemack.

La qualité des eaux des principaux cours d’eau de la commune, notamment du ruisseau de Boler, peut être consultée sur un site spécial géré par les agences de l’eau et l’Agence française pour la biodiversité.

### Climat
Pour des articles plus généraux, voir Climat du Grand Est et Climat de la Moselle.
En 2010, le climat de la commune est de type climat des marges montargnardes, selon une étude du Centre national de la recherche scientifique s'appuyant sur une série de données couvrant la période 1971-2000. En 2020, Météo-France publie une typologie des climats de la France métropolitaine dans laquelle la commune est exposée à un climat semi-continental et est dans la région climatique  Lorraine, plateau de Langres, Morvan, caractérisée par un hiver rude (1,5 °C), des vents modérés et des brouillards fréquents en automne et hiver. 
Pour la période 1971-2000, la température annuelle moyenne est de 9,9 °C, avec une amplitude thermique annuelle de 15,8 °C. Le cumul annuel moyen de précipitations est de 841 mm, avec 12,9 jours de précipitations en janvier et 9,1 jours en juillet. Pour la période 1991-2020, la température moyenne annuelle observée sur la station météorologique de Météo-France la plus proche, « Malancourt », sur la commune d'Amnéville à 24 km à vol d'oiseau, est de 10,2 °C et le cumul annuel moyen de précipitations est de 884,1 mm. 
La température maximale relevée sur cette station est de 39,3 °C, atteinte le 25 juillet 2019 ; la température minimale est de −17,9 °C, atteinte le 5 janvier 1985,,. 
Les paramètres climatiques de la commune ont été estimés pour le milieu du siècle (2041-2070) selon différents scénarios d'émission de gaz à effet de serre à partir des nouvelles projections climatiques de référence DRIAS-2020. Ils sont consultables sur un site spécial publié par Météo-France en novembre 2022.

## Urbanisme

### Typologie
Au 1er janvier 2024, Rodemack est catégorisée commune rurale à habitat dispersé, selon la nouvelle grille communale de densité à sept niveaux définie par l'Insee en 2022.
Elle est située hors unité urbaine. Par ailleurs la commune fait partie de l'aire d'attraction de Luxembourg (partie française), dont elle est une commune de la couronne,. Cette aire, qui regroupe 115 communes, est catégorisée dans les aires de 700 000 habitants ou plus (hors Paris),.

### Occupation des sols
L'occupation des sols de la commune, telle qu'elle ressort de la base de données européenne d’occupation biophysique des sols Corine Land Cover (CLC), est marquée par l'importance des territoires agricoles (87,2 % en 2018), en diminution par rapport à 1990 (88,9 %). La répartition détaillée en 2018 est la suivante : 
prairies (44,5 %), terres arables (34,9 %), forêts (8 %), zones agricoles hétérogènes (7,8 %), zones urbanisées (4,7 %). L'évolution de l’occupation des sols de la commune et de ses infrastructures peut être observée sur les différentes représentations cartographiques du territoire : la carte de Cassini (XVIIIe siècle), la carte d'état-major (1820-1866) et les cartes ou photos aériennes de l'IGN pour la période actuelle (1950 à aujourd'hui).

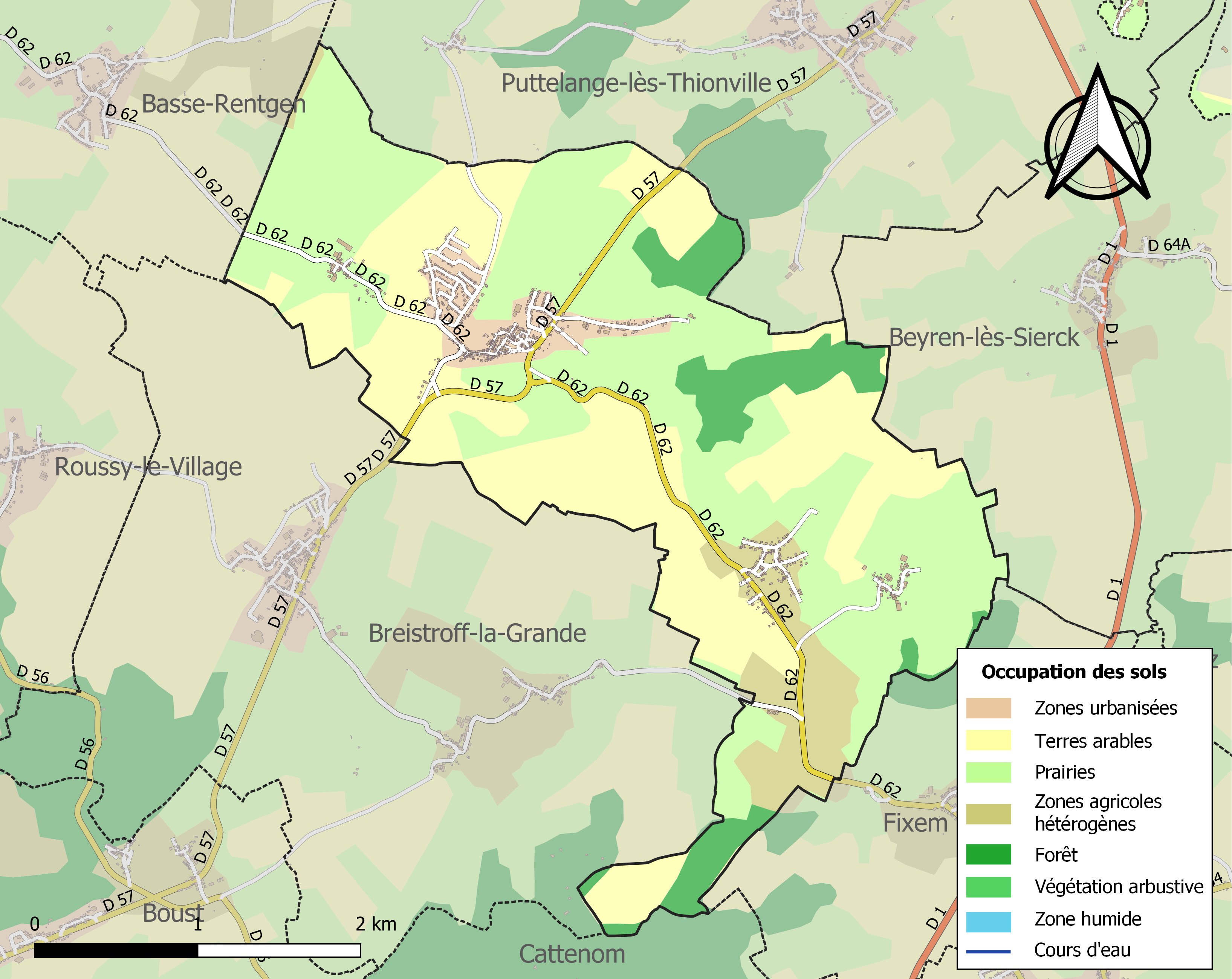
Carte des infrastructures et de l'occupation des sols de la commune en 2018 (CLC).

## Toponymie
Le nom du village apparaît sous les formes : Rodennacere en 893, Rotenback ou Rotenbach en 905, Rodemachkeren en 914, Rodemachkern en 915, Rodemack et Rubrae maceriae au XIIe siècle, Rodemacre en 1236, Rodermaken en 1239, Rodenmacheren en 1243, Rothemar en 1340, Rodemake au XVe siècle, Rodemachn en 1426, Rodemag en 1460, Rodemachen en 1461, Rodemachern en 1487, Rodemacher et Rodenmacker en 1492, Rodemacher et Rodemacre en 1544, Rodemar en 1553, Rodemacheren en 1572, Rodemark en 1667, Rodenmacq et Rodemacker en 1696, Rodmacker en 1702, Rodemack en 1793,.
En allemand : Rodenmachern et Rodemachern. En francique lorrain : Roudemaacher et Ruedemaacher.
Il pourrait s'agir de déboisement (Rodung en allemand): les préfixes de type "rod", entre autres, indiquent souvent un "Rodungsname", c'est-à-dire un nom allemand d'une localité qui a pratiqué le déboisement.
Mais le suffixe -macher, qu'on trouve ailleurs dans la grande région (Grevenmacher, Kleinmacher, Koenigsmacher...), renvoie clairement à des vestiges anciens, en principe gallo-romains (cf. "maceries", qui a donné en zone romanophone des toponymes comme Maizières, Mageret, Majerou, Mazerolles...). Ou bien, en toponymie allemande, le suffixe -macher tient du verbe machen qui se traduit par "faire".

### Sobriquet
Surnom sur les habitants : Die Maurenströtzerter (Fu’ertenstretzer) = les ch*eurs de remparts.

## Histoire
Rodemack remonte au moins à l’époque romaine.[réf. nécessaire] C’est au début du IXe siècle que Louis le Pieux fit don de la localité à l’abbaye de Fulda en Allemagne. Son éloignement important décida l’abbé Huoki à la céder à l’abbé Reginas d’Echternach au Luxembourg en échange d’autres terres. Sous la direction de ces moines, les prairies furent arrosées, les terres cultivées et les populations de serfs laboureurs purent prospérer heureuses et tranquilles à l’ombre du clocher de la première église de Rodemack.
Rodemack est alors longtemps administré par un voué. En 932, un avoué de Rodemack, Dipoldus, prend part comme juge au premier tournoi de Magdebourg. C’est à cette époque que le feudataire d’Esing, trouvant la position de son domaine peu convenable au niveau stratégique choisi l’emplacement d’un ancien castellum romain sur le rocher pour y fonder un manoir féodal protégé par l’escarpement naturel du rocher. On ignore le nom de ce premier fondateur et on ne sait rien de la gestation de la seigneurie pendant le Xe siècle. Ce n’est qu’en 1019 que la première mention d’un seigneur de Rodemack est faite : le 6 février 1019, le sire Fréderich de Rodemacher prend, avec son voisin, Jean de Soleuvre, une grande part au tournoi qui eut lieu à Trèves devant l’empereur Conrad. C'est en cette solennité que nous voyons arborer pour la première fois les armes de Rodemack.[réf. nécessaire] Son domaine ne devait pas être bien grand à l’époque car la puissance de l’abbaye d’Echternach est alors à son apogée. Les seigneurs de Rodemack à l’origine, devaient sans doute se contenter de peu puisque le fondateur du premier château céda son fief d’Esing à Gérard d'Alsace. Ce fief revint en 1067 à l’abbaye d’Echternach dont les biens encerclent littéralement le château des sires de Rodemack. C'est en 1190 qu'Arnoux Ier usurpa les biens des abbés d’Echternach et fit construire un premier château féodal à l’emplacement de la forteresse actuelle. Ce seigneur reconnut comme suzerain, le comte de Luxembourg.
À partir de cette date, l’histoire du bourg change du tout au tout. Très vite les nouveaux seigneurs prennent une grande importance au niveau du comté du Luxembourg. Ils aiment guerroyer et augmentent ainsi rapidement leurs possessions. Leurs descendants successifs en firent de même, soit par alliance, soit par conquête, si bien qu’au fait de leur puissance, la seigneurie s’étend jusqu'aux frontières de Metz. Elle comprend en outre les villes de Richemont, Fontoy, Zoufftgen, Hayange, Uckange, Manom, Garche, Roeser, Hesperange, Chassepierre, Boulay, Montmédy, Ancerville, etc.
Mais une alliance avec le roi de France ainsi qu’une forte rançon qu’ils durent acquitter précipita leur déclin. En 1492, le dernier seigneur de Rodemack est déclaré félon. Tous ses biens sont confisqués pour être remis au margrave de Bade, Christophe Ier par l'empereur Maximilien d'Autriche. Ce changement de seigneur amena pour Rodemack de nombreuses vicissitudes et le règne de Charles Quint allait bientôt débuter.
En 1542, une armée française commandée par Charles d’Orléans et Claude de Guise se rend maître de la forteresse. Mais le traité de Crépy en 1544 rend la cité à l’Espagne. En 1552 Rodemack tombe à nouveau pour quelques mois aux mains des Français.
En 1558, le duc de Guise s’empare pour la deuxième fois de la cité. Celle-ci est rendue au roi d’Espagne par le traité du Cateau Cambrésis en 1559. En 1639, en pleine guerre de Trente Ans, le duc de Guise reprend la cité mais doit l’abandonner peu après devant l’avance des Impériaux. Les troupes françaises la réoccupent en 1643.
Le traité des Pyrénées en 1659 la restitue à l’Espagne. Ceci est confirmé par la conférence de Metz en 1662. En 1668, c’est le maréchal de Créquy qui s’empare de la place pour la France malgré le traité d’Aix-la-Chapelle. Les Espagnols la récupèrent en 1673 pour en être à nouveau chassés en 1678.
À partir de ce moment la France reste de fait en possession de la forteresse. Il faudra attendre près d’un siècle pour que cette occupation soit reconnue lors du traité de Versailles du 16 mai 1769. Les margraves de Bade avaient eux depuis longtemps reconnu la souveraineté française en prêtant serment féodal au roi de France en 1685.
Les événements semblèrent ensuite devoir épargner la cité, en dehors d'un gigantesque incendie qui ravagea plus d’une centaine de maisons et granges ce qui explique que la plupart des demeures anciennes du village datent du XVIIIe siècle.
Mais la position géographique de Rodemack ne favorise pas la tranquillité et quand, en 1792, le bruit des armes se fait à nouveau entendre, le bourg est une nouvelle fois assiégé par des troupes ennemies en grand nombre, l’armée du duc de Brunswick envahissant la France pour renverser la toute jeune nation révolutionnaire. Les défenseurs de la forteresse ne doivent alors leur salut qu’à l’intervention des troupes du maréchal Luckner, qui permettent d’évacuer la forteresse. À noter que parmi les défenseurs se trouvaient deux hommes qui allaient devenir célèbres : le sous-lieutenant de Brune qui devint maréchal et le sergent Junot qui lui devint duc d'Abrantés.
La forteresse fit parler pour la dernière fois d’elle en 1815. Les armées prussiennes en firent le siège et durent se retirer après des pertes sévères. À l’époque celle-ci était sous le commandement du général Hugo, père de Victor Hugo.

## Politique et administration
| Période                                  | Période         | Identité        | Étiquette | Qualité |
| ---------------------------------------- | --------------- | --------------- | --------- | ------- |
| Les données manquantes sont à compléter. |                 |                 |           |         |
| mars 1977                                | 3 décembre 2001 | René Baryga     | PS        |         |
| 3 décembre 2001                          | 18 mai 2020     | Gérard Guerder  | PS        |         |
| 18 mai 2020                              | En cours        | Olivier Kormann |           |         |

## Démographie
L'évolution du nombre d'habitants est connue à travers les recensements de la population effectués dans la commune depuis 1793. Pour les communes de moins de 10 000 habitants, une enquête de recensement portant sur toute la population est réalisée tous les cinq ans, les populations de référence des années intermédiaires étant quant à elles estimées par interpolation ou extrapolation. Pour la commune, le premier recensement exhaustif entrant dans le cadre du nouveau dispositif a été réalisé en 2007.

En 2022, la commune comptait 1 282 habitants, en évolution de +6,48 % par rapport à 2016 (Moselle : +0,52 %, France hors Mayotte : +2,11 %).
| 1793 | 1800 | 1806 | 1821 | 1836  | 1841  | 1861 | 1866 | 1871 |
| ---- | ---- | ---- | ---- | ----- | ----- | ---- | ---- | ---- |
| 862  | 819  | 814  | 956  | 1 143 | 1 087 | 918  | 899  | 871  |

| 1875 | 1880 | 1885 | 1890 | 1895 | 1900 | 1905 | 1910 | 1921 |
| ---- | ---- | ---- | ---- | ---- | ---- | ---- | ---- | ---- |
| 820  | 820  | 774  | 697  | 711  | 670  | 702  | 629  | 606  |

| 1926 | 1931 | 1936 | 1946 | 1954 | 1962 | 1968 | 1975 | 1982 |
| ---- | ---- | ---- | ---- | ---- | ---- | ---- | ---- | ---- |
| 593  | 574  | 508  | 430  | 469  | 534  | 506  | 488  | 650  |

| 1990 | 1999 | 2006  | 2007  | 2012  | 2017  | 2022  | - | - |
| ---- | ---- | ----- | ----- | ----- | ----- | ----- | - | - |
| 771  | 804  | 1 033 | 1 065 | 1 108 | 1 240 | 1 282 | - | - |

## Économie

### Commerces et services
- Brasserie Artisanale de Rodemack, fabrication de bières artisanales[23].
- Garage Herfeld Philippe & fils, maintenance de véhicules auto et moto.
- A deux pas du lavoir, épicerie, café, point relais[24].

## Culture locale et patrimoine

### Lieux et monuments
- Passage d'une voie romaine.
- Ville médiévale pittoresque.
- Château fort, construit vers 1190 par le voué Arnould Ier de Rodemack, transformé en forteresse 2e moitié XIIIe siècle pour Gilles II de Rodemack créant une seconde enceinte entourée de fossé creusé dans le roc. Il reste de cette époque, la profonde porte cochère flanquée de tours jumelées. Incendié par les Messins en 1430. Au XVe siècle Jean III puis son fils Gérard restaurèrent la forteresse et renforcèrent par des avant-murs, de nouveaux fossés et une énorme barbacane devant le pont-levis. Disputé entre les margraves de Bade, les ducs de Lorraine, les Français et les Espagnols. Attribué à l'Espagne par le traité de Cateau-Cambrésis en 1559. Ruiné au cours de la guerre de Trente Ans. En 1678 l'armée française occupe la citadelle, pour ne plus la rendre. Au cours du XVIIIe siècle remise en état du château, conservant ses fortifications médiévales. Construction de corps de garde et des casernes aujourd’hui disparues, un magasin à poudre et des écuries qui subsistent. La citadelle fut prise et saccagée par les troupes de Brunswick en 1792. Vendu par le gouvernement en 1811 et rachetée en 1815, assiégée pendant les Cent-Jours et défendue par  le général Joseph Léopold Sigisbert Hugo. Son démantèlement eut lieu peu après 1815. Le logement du commandant est détruit en 1819 et toutes les fortifications du côté Nord en 1821 avant que l'armée ne déclasse le château. En 1869, le baron Charles de Gargan acquit les vestiges, restaura et aménagea en habitation le logement du commandant et le pavillon neuf des officiers, transforma le magasin à poudre en chapelle. En 1948, le pavillon des officiers est reconstruit au-dessus des caves.
- Fortification d'agglomération XIIe siècle avec remparts et tour de la prison, sans doute reconstruites au XVe siècle, en partie détruites en 1673, remises en état dans le 4e quart du XVIIe siècle, restaurées au XVIIIe siècle par l'armée française qui occupe la place. La porte de Thionville est rasée au cours de la 1re moitié du XIXe siècle.
- Porte de Sierck : sa voûte détruite en 1944 pour permettre le passage des chars américains, fut reconstruite en 1989.
- Maison dite maison des Baillis, ou Petit château des Margraves construit en 1560 au milieu du bourg par Christophe II de Bade, pour loger le bailli. Façade antérieure et façades latérales repercées au XVIIIe siècle. Tour repercée et remise construite au XIXe siècle.
- Pressoir ancien.
- Monument de Hermann de Bade, datant de 1665.
- Ancienne Poste.
- L'ancienne gare du Jaengelchen, train reliant Thionville à Mondorf-les-Bains de 1903 à 1934.
- Lavoir, reconstruit en 1862.

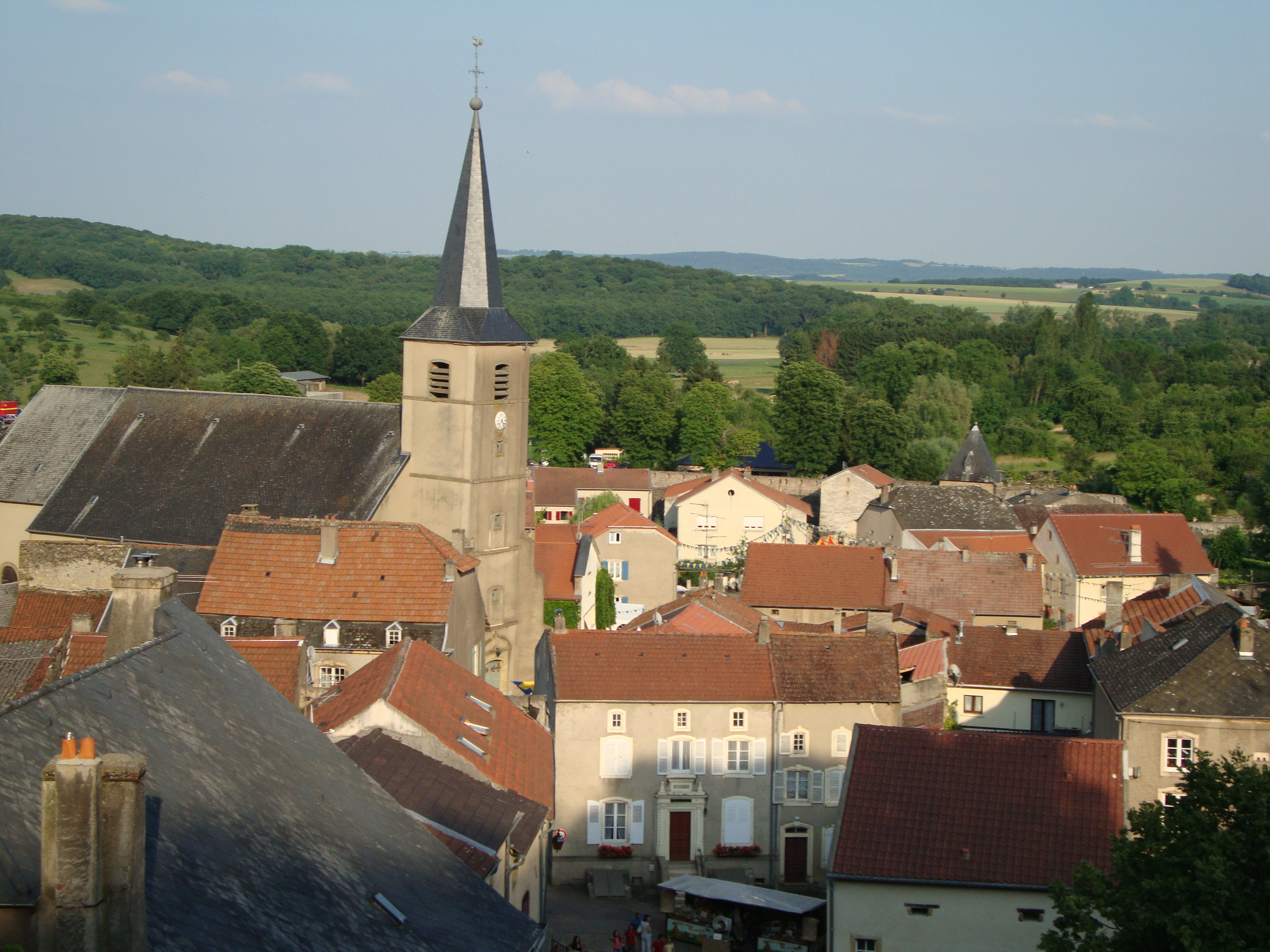
L'église Saint-Nicolas et le village.
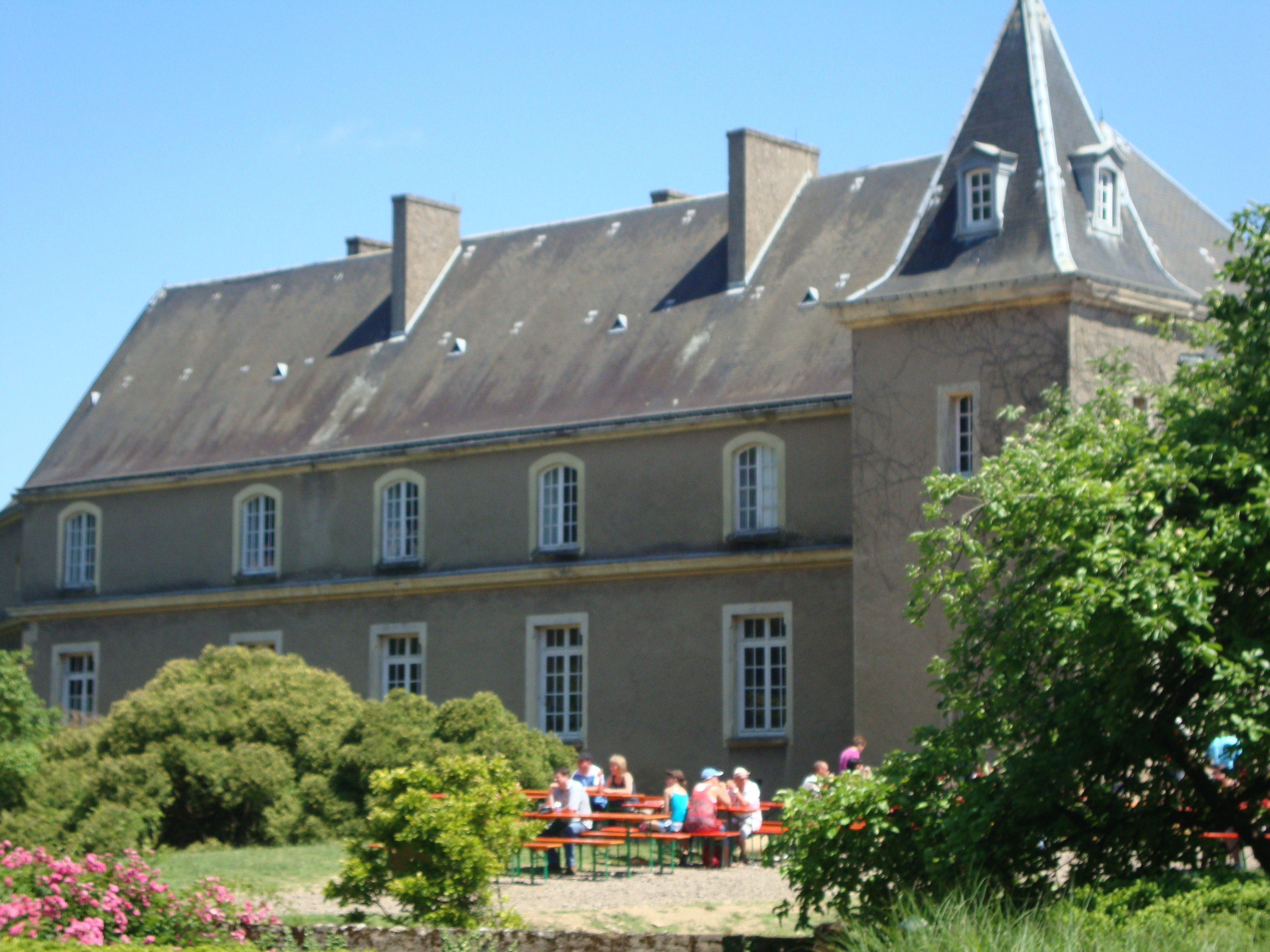
Pavillon des officiers, restauré par le baron de Gargan.
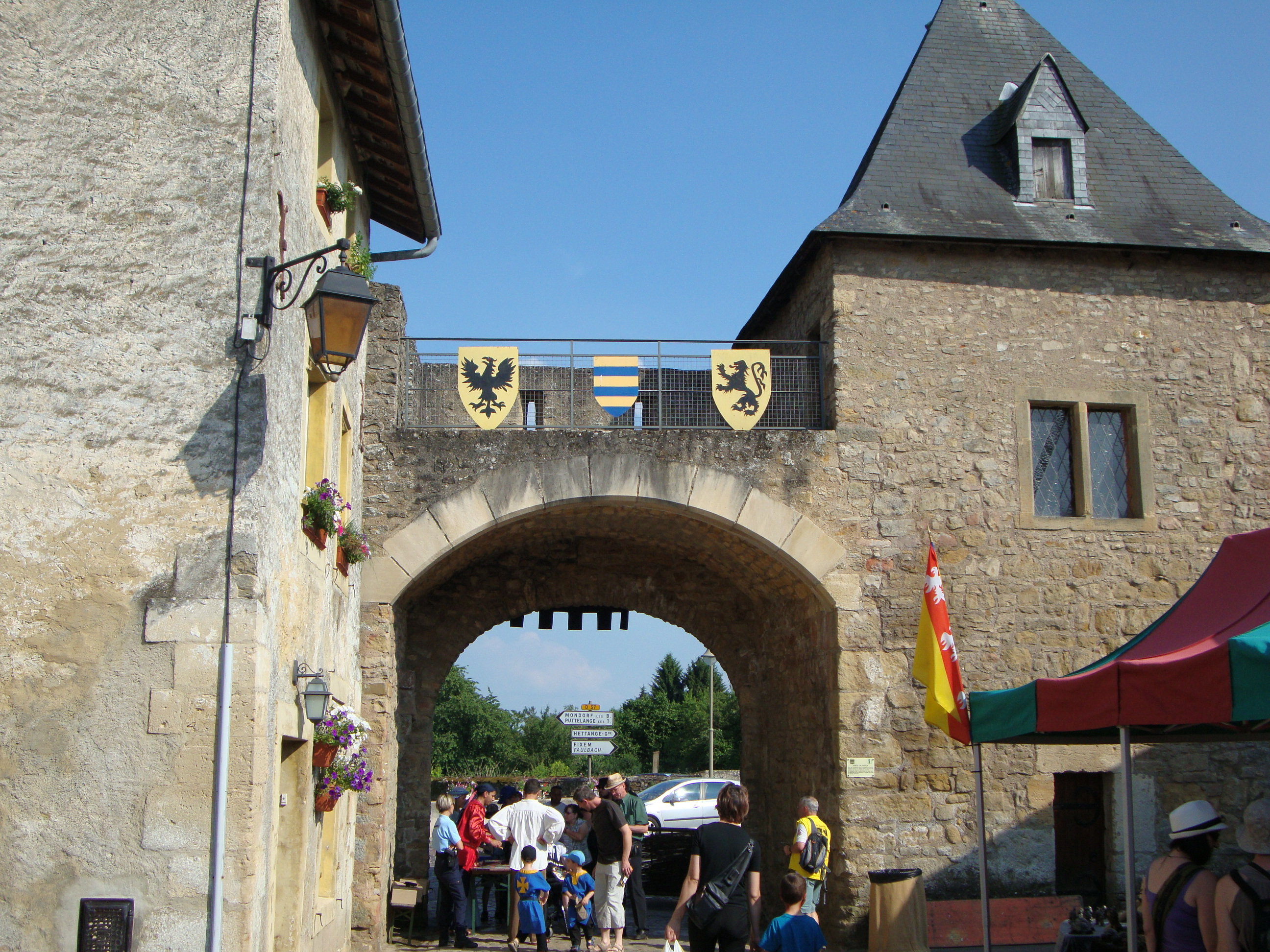
Porte de Sierck.
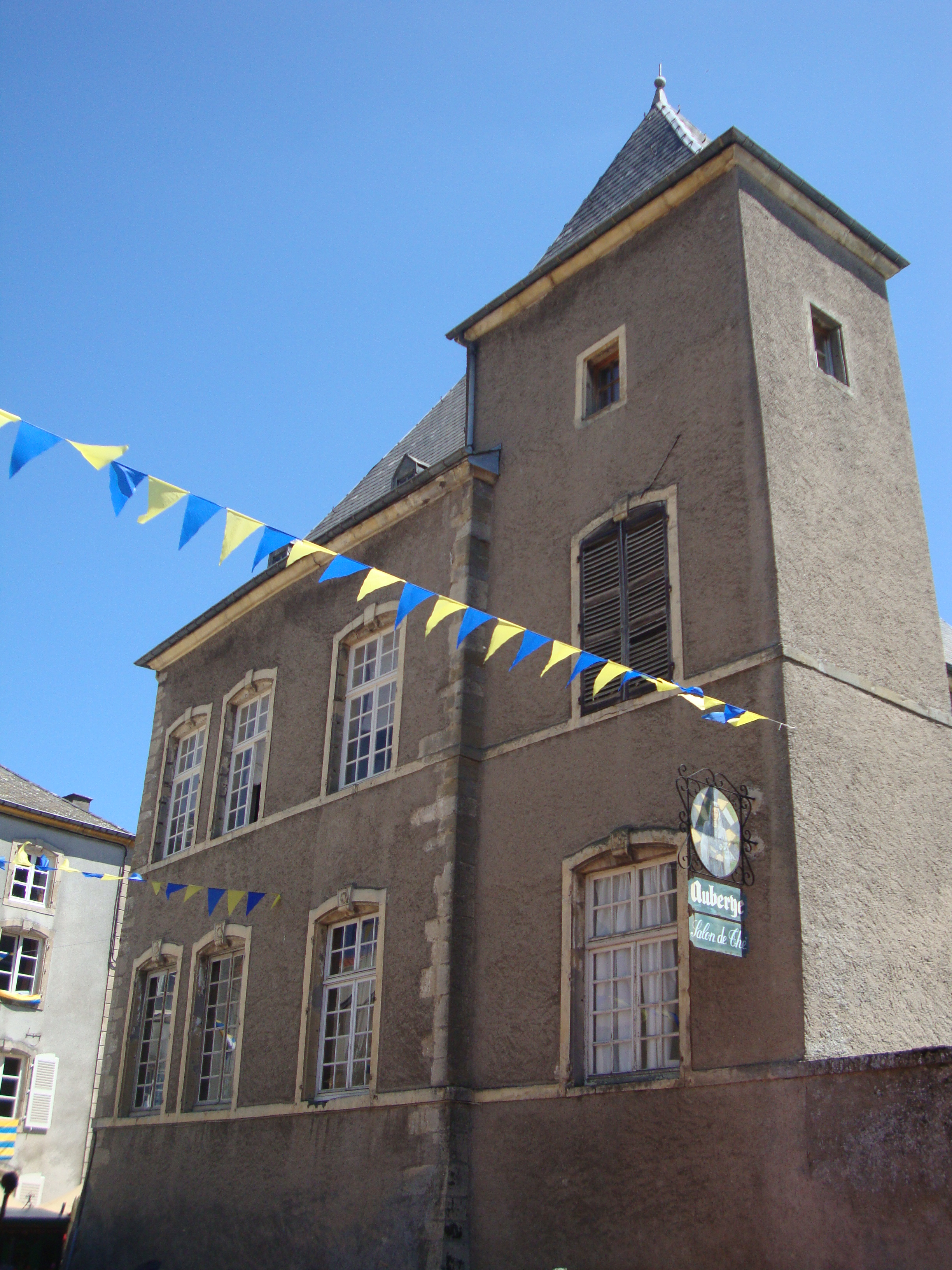
Maison des Baillis.
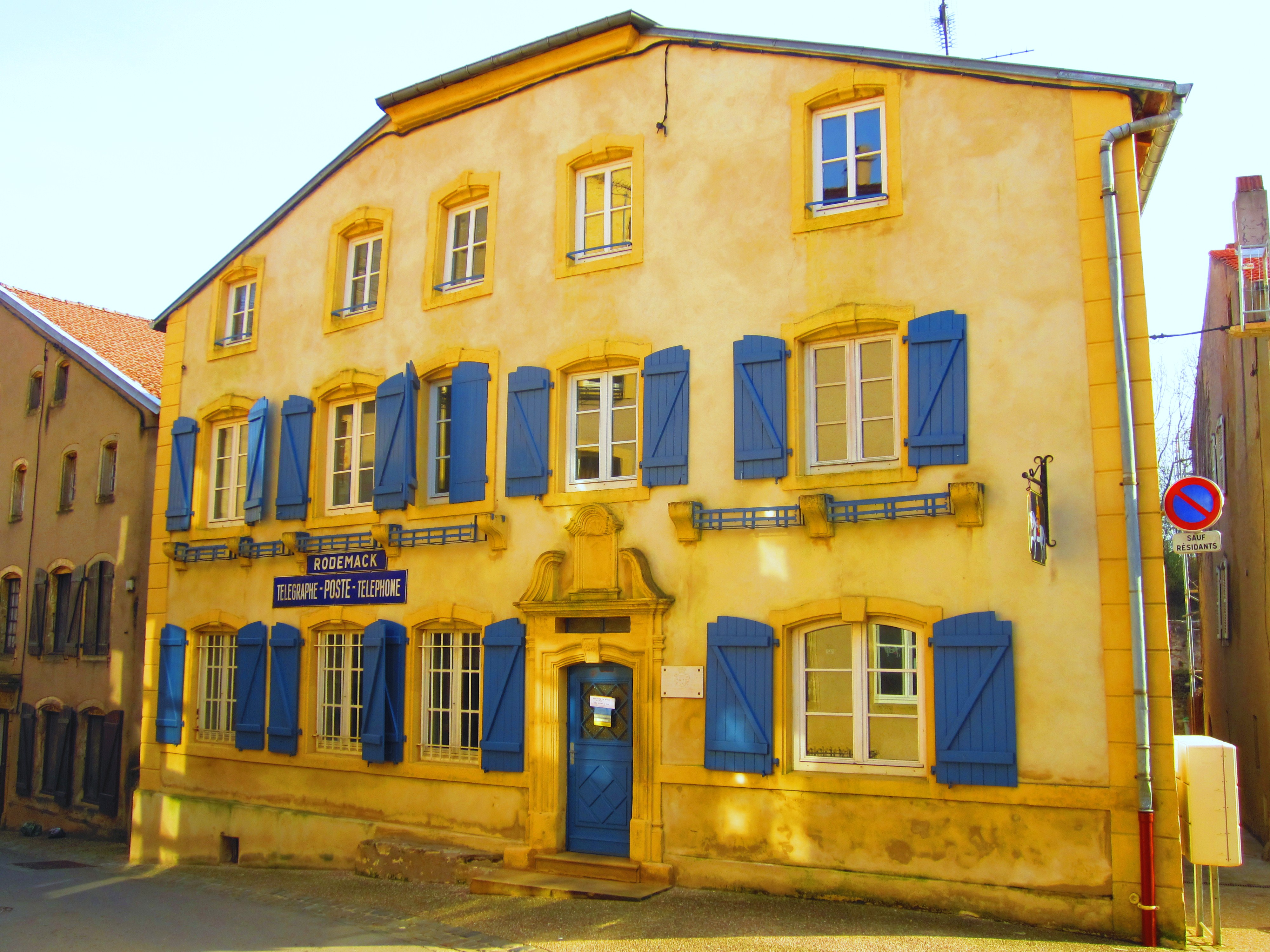
L'ancienne Poste.
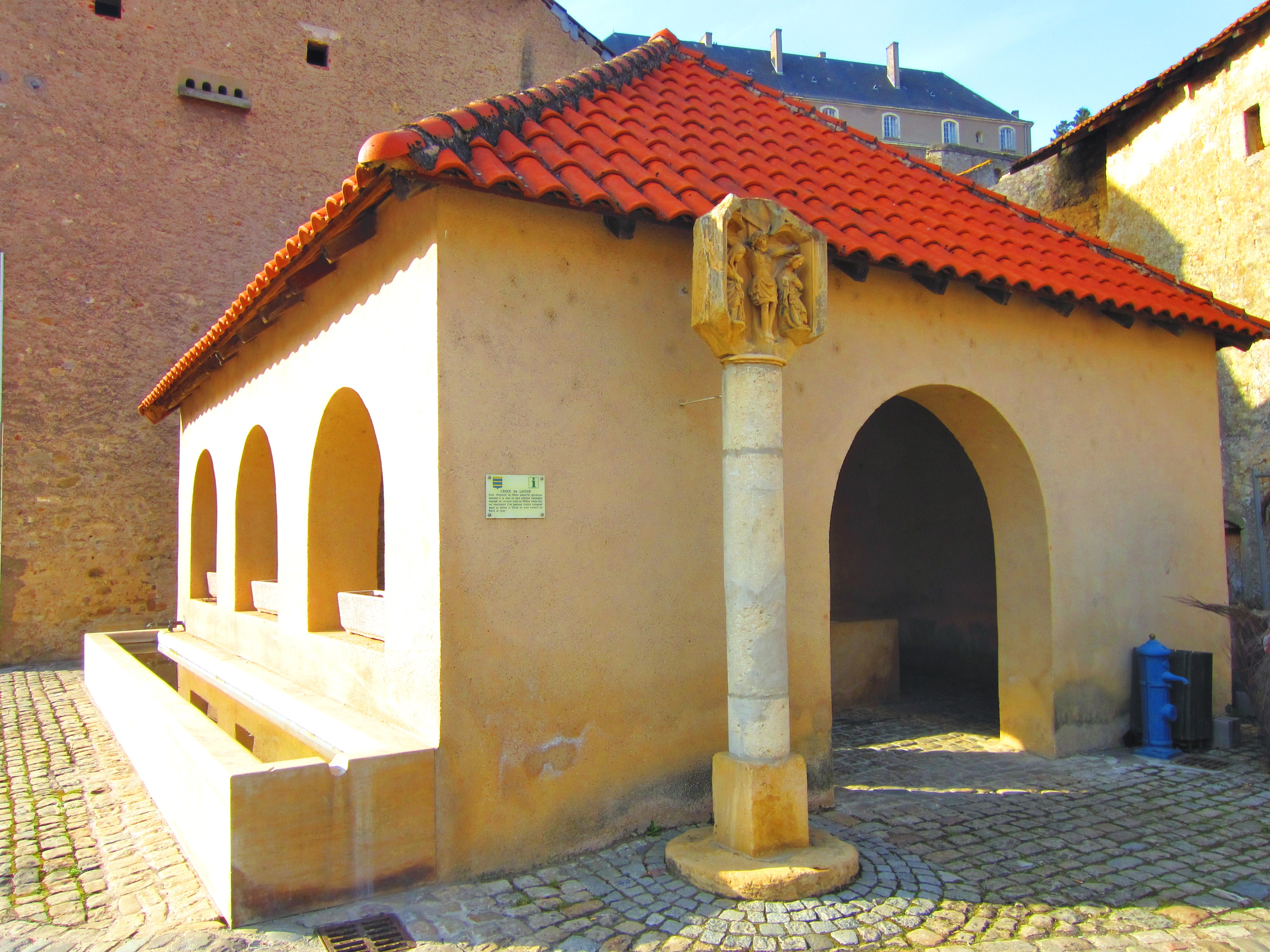
Lavoir et bildstock.

#### Édifices religieux
- Église paroissiale néo-baroque Saint-Nicolas, reconstruite en 1783, date portée sur la clef de l'arc triomphal ; sacristie sud 2e moitié XIXe siècle, autels XVIIIe siècle ; chaire, boiseries ; mausolée du margrave Fortuné.
- Chapelle Notre-Dame, construite en 1658, date portée sur la façade occidentale, statues ; calvaire XVIIe siècle.
- Chapelle du château fort.
- Chapelle Pelt.
- Chapelle Saint-Pierre à Semming, construite au XIe ou XIIe siècle ; nef, chœur et sacristie reconstruits, portail occidental repercé au XVIIIe siècle, clocher de style roman XVIIIe siècle, mobilier XVIIIe siècle.
- Presbytère, construit en 1736, date portée sur la clef de la porte charretière.

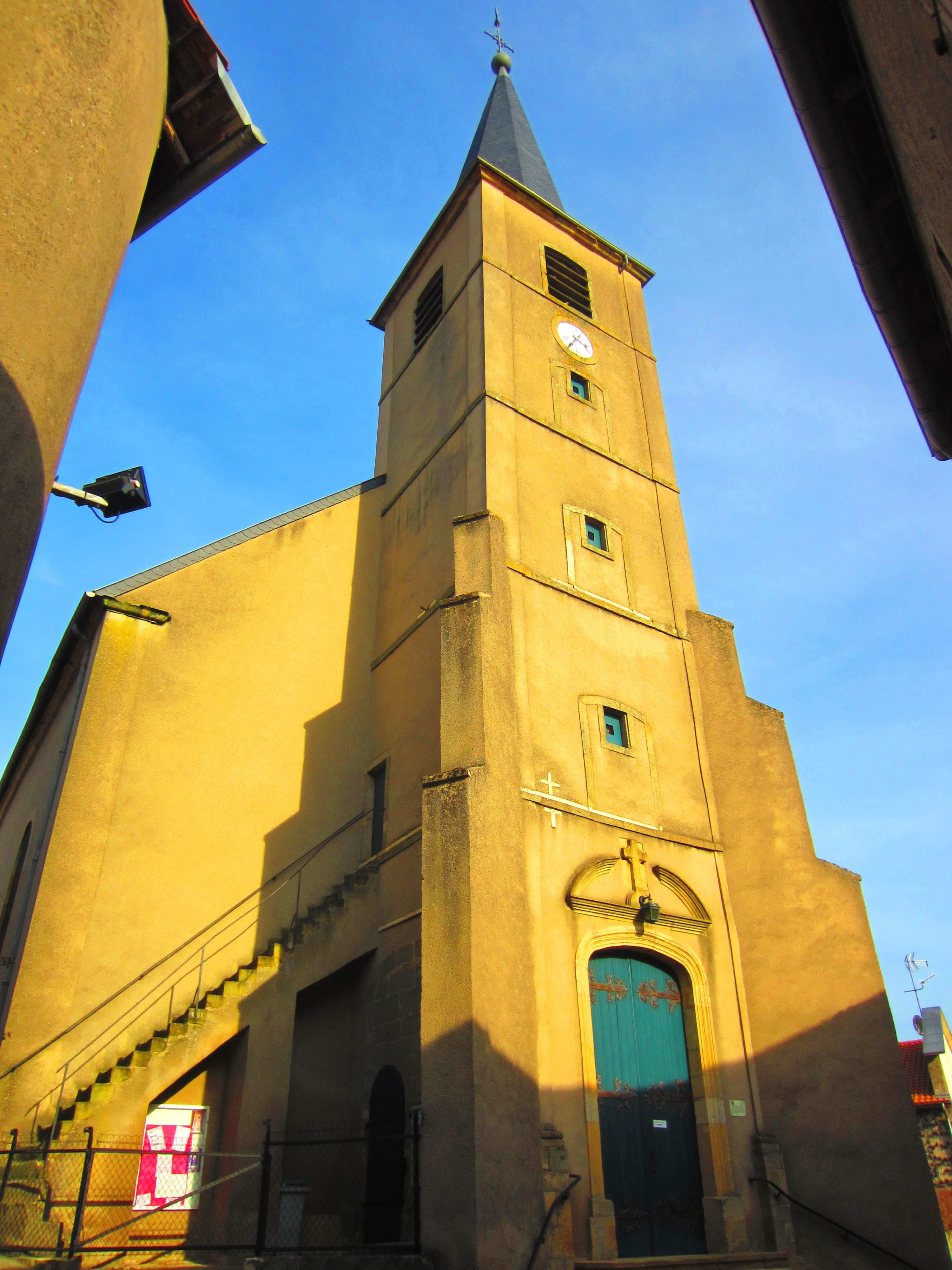
Église Saint-Nicolas.
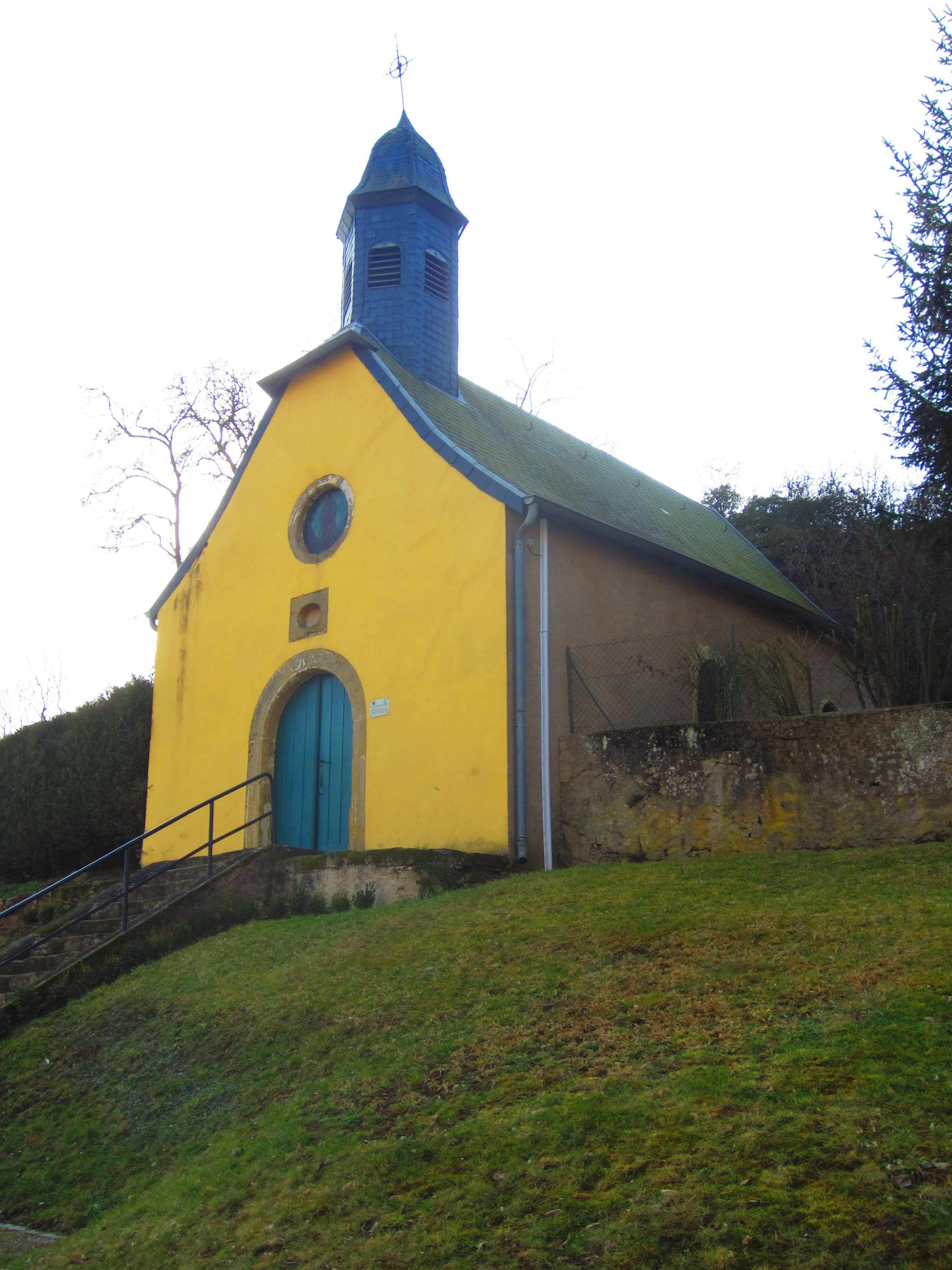
Chapelle Notre-Dame.
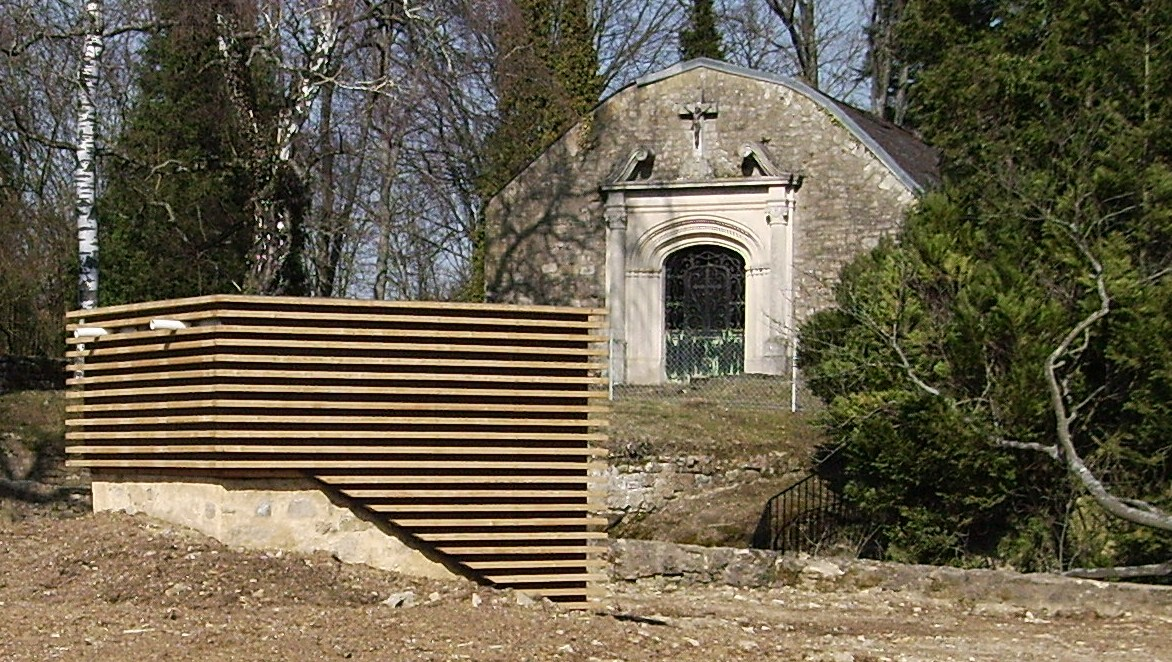
Chapelle du château fort.
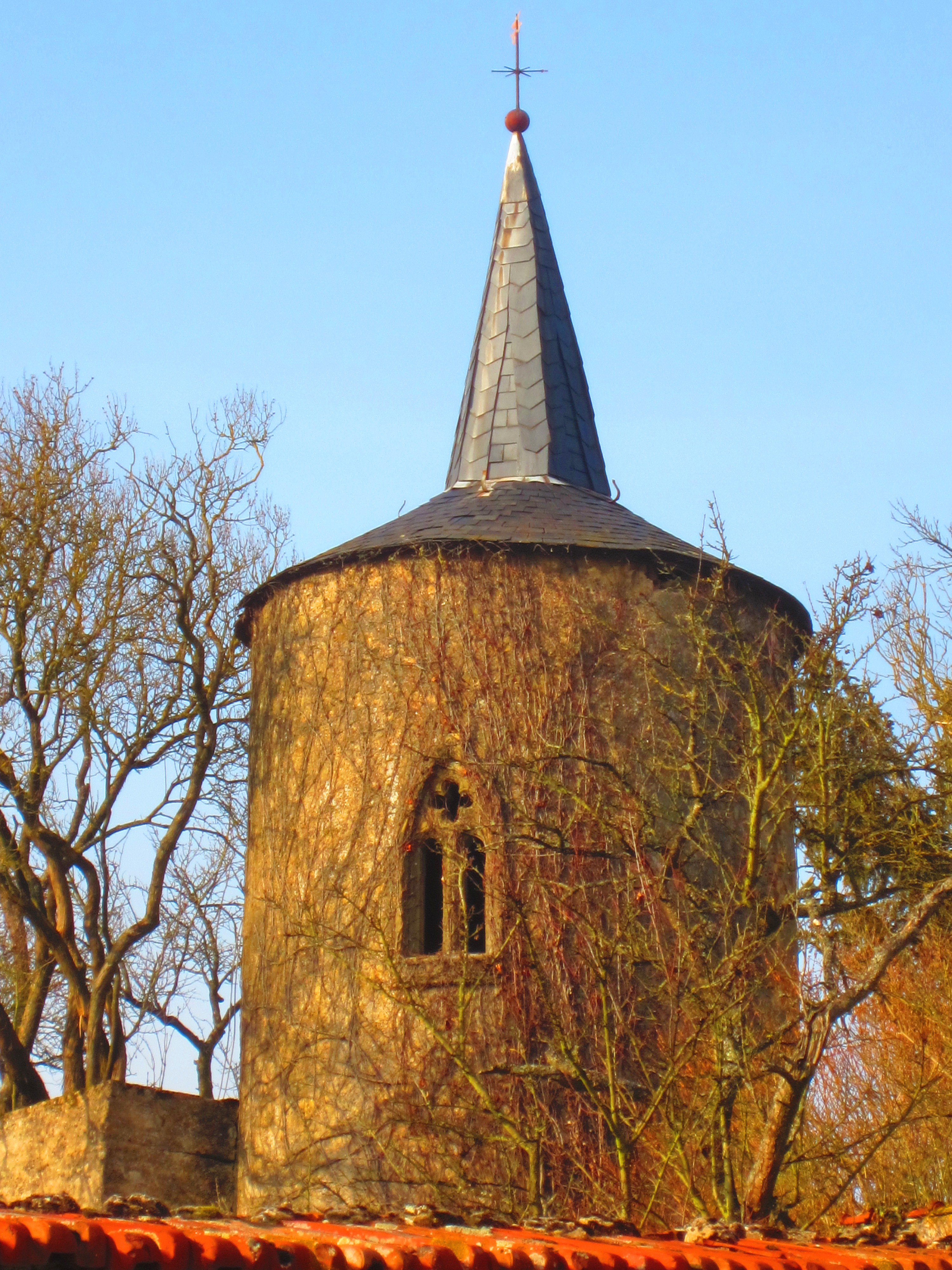
Chapelle Pelt.
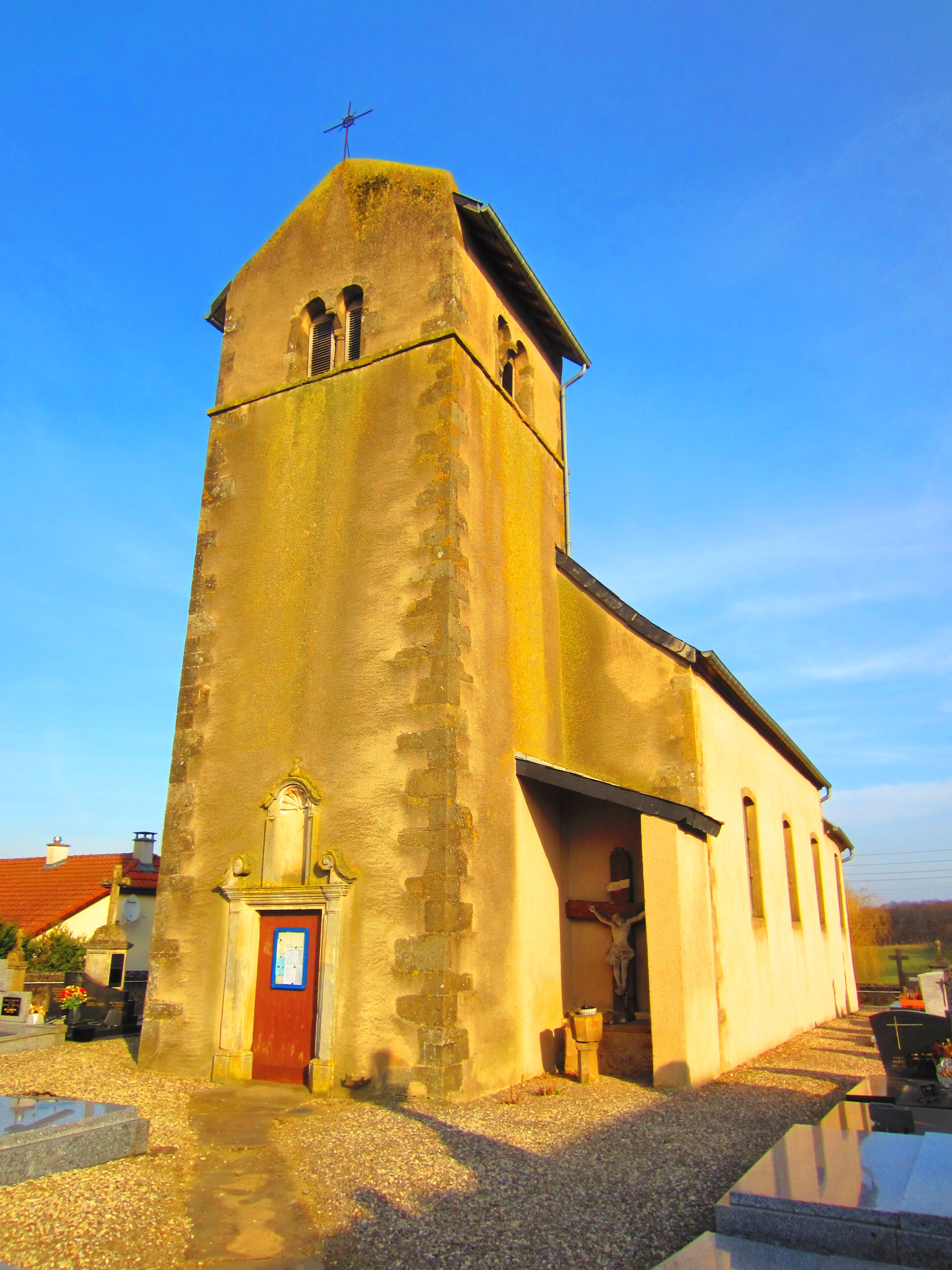
Chapelle Saint-Pierre de Semming.

### Fête médiévale
Chaque été, l'association des "Amis des Vieilles Pierres pour la sauvegarde de Rodemack" organise la Fête médiévale. Le vieux bourg fortifié se métamorphose alors. À l’intérieur de la cité sont organisés des défilés de chevaliers, un marché médiéval. À l’intérieur du château, il y a des spectacles, la présentation de divers objets médiévaux. Le programme varie d’année en année. Cette fête est une reconstitution entière de Rodemack au Moyen Âge.

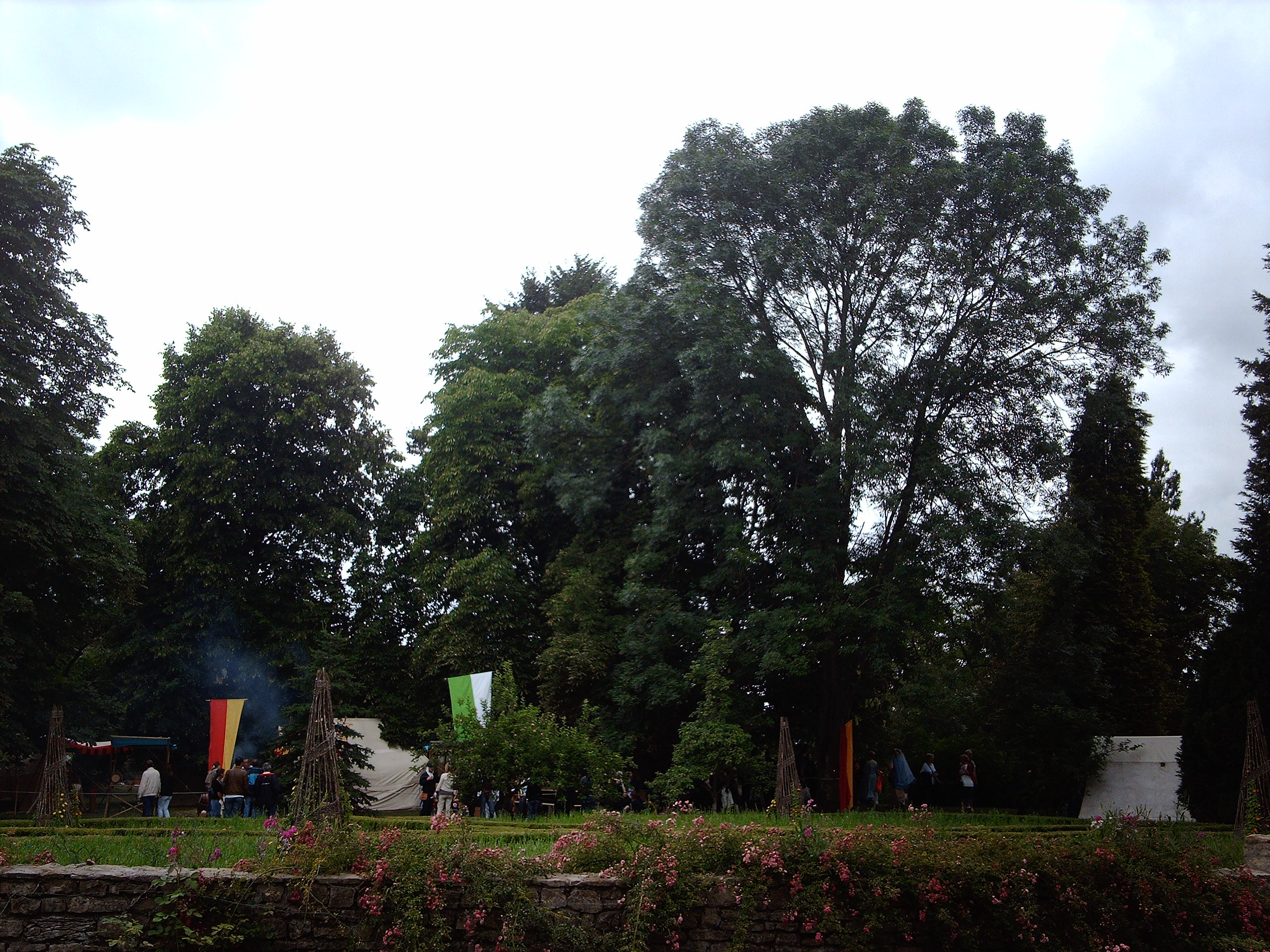
Intérieur du château, lors de la Fête Médiévale de 2007.
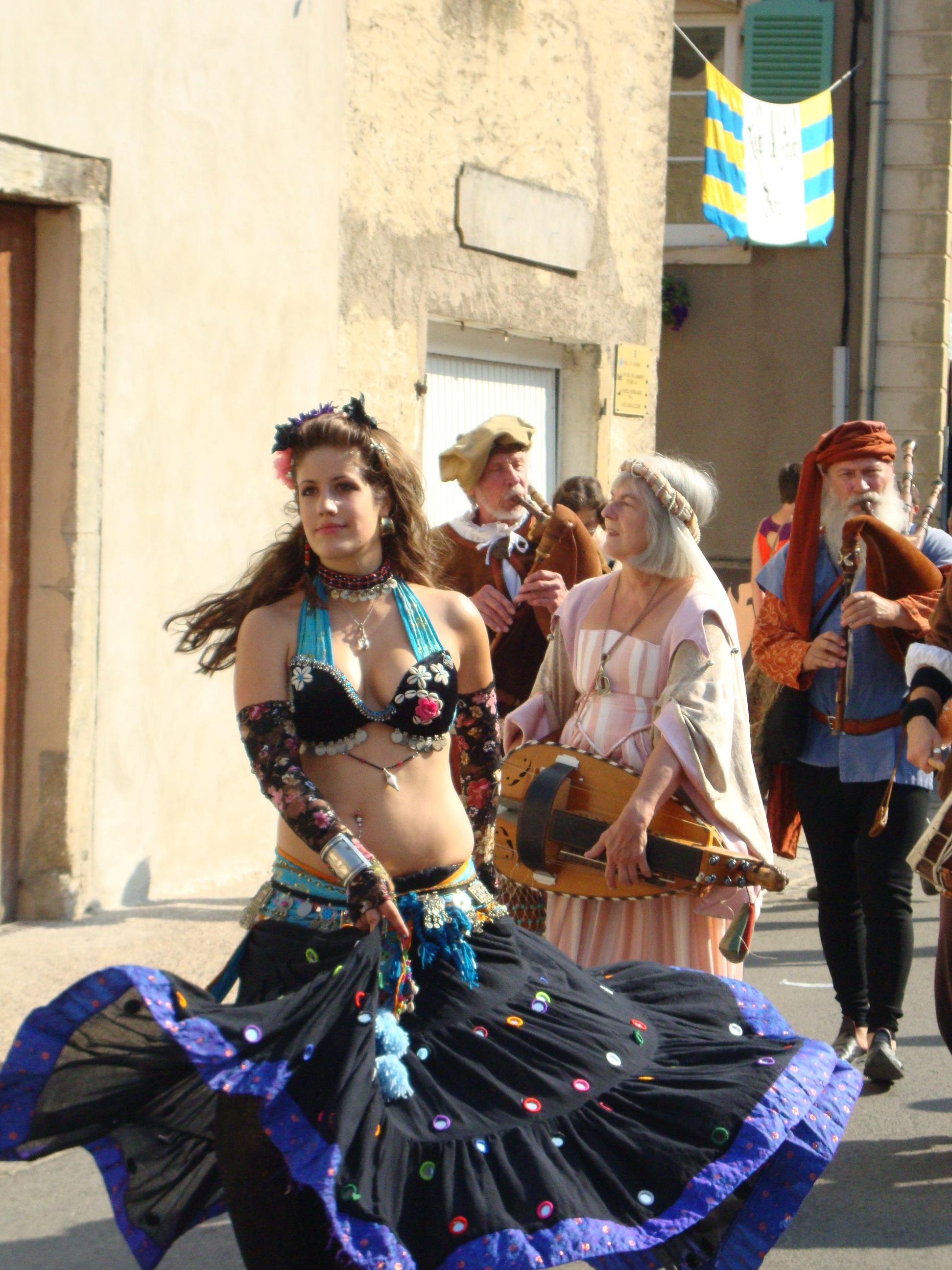
Danseuse et musiciens, lors de la Fête Médiévale de 2010.
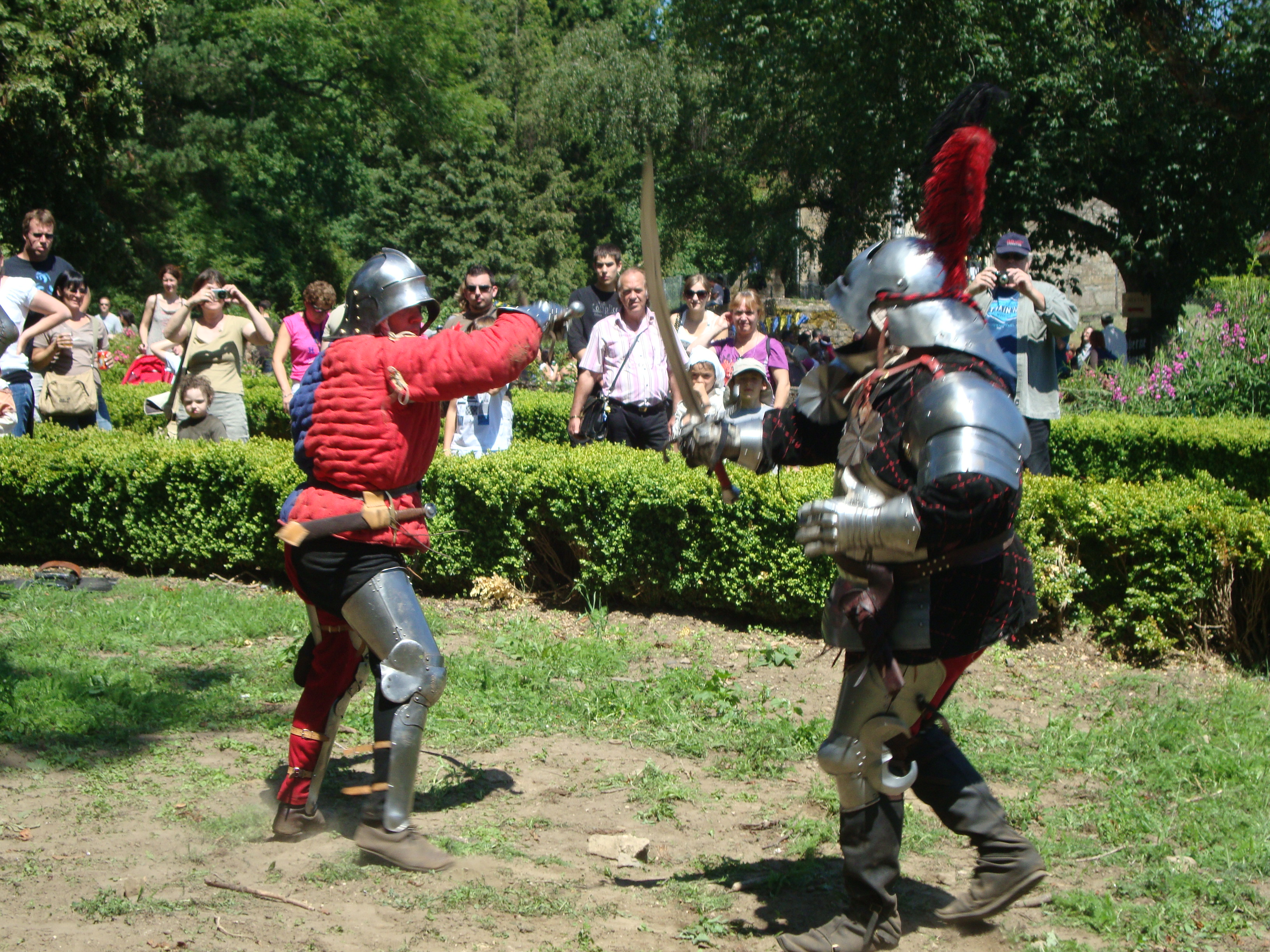
Chevaliers costumés mimant un combat dans le parc de la Citadelle, lors de la Fête Médiévale de 2011.

### Personnalités liées à la commune
- Jean-Marie Pelt (1933-2015), botaniste-écologiste français, fondateur de l'Institut Européen d’Écologie (Metz).

« À Rodemack on se frotta les yeux, on se réveilla. On s'avisa subitement de cette forteresse médiévale solidement campée sur la faille hettangienne – qui a donné son nom à une ère géologique de l'histoire de la terre –, de ses caves voûtées, de ses chemins de ronde, de ses oubliettes… On se souvint du mur d'enceinte quasi intact qui sertissait le village au point de lui valoir l'appellation quelque peu immodeste de « petite Carcassonne lorraine ». Murs et forteresses étaient devenus, depuis des siècles, des carrières de pierres où l'on puisait généreusement pour construire. Ils devinrent l'élément autour duquel s'organisa la nouvelle vie du village… Fêtes et traditions populaires revécurent animant et colorant ses rues. Les chantiers de restauration se multiplièrent puis vint la consécration : le village fut accueilli au sein du club très select des Plus Beaux Villages de France… »

— Jean-Marie Pelt, Le Tour du Monde d'un Écologiste, Fayard Éditeur
- François Martin Valentin Simmer (1776-1847), général d'Empire y est né.
- Les barons de Rademacher, lignage de la noblesse du Saint-Empire romain germanique, qui trouve ses racines à Rodemack.[réf. souhaitée]
- Pierre Hemmer (1950-2013), chef d'entreprise suisse spécialiste d'Internet

### Héraldique
| Blason de Rodemack | Blason  | Fascé d'or et d'azur de six pièces. |
| Blason de Rodemack | Détails |                                     |